# Салачи
Салачи (також Салаці, від кит. 萨拉齐镇, пін. Sàlāqí Zhèn) — містечко у КНР, адміністративний центр хошуну Тумед – Правий стяг автономії Внутрішня Монголія.

## Географія
Салачи розташовується у Східній Гобі.

### Клімат
Містечко знаходиться у зоні, котра характеризується кліматом тропічних степів. Найтепліший місяць — липень із середньою температурою 22 °C (71.6 °F). Найхолодніший місяць — січень, із середньою температурою -11.5 °С (11.3 °F).
| Клімат Салачи           | Клімат Салачи | Клімат Салачи | Клімат Салачи | Клімат Салачи | Клімат Салачи | Клімат Салачи | Клімат Салачи | Клімат Салачи | Клімат Салачи | Клімат Салачи | Клімат Салачи | Клімат Салачи | Клімат Салачи |
| Показник                | Січ.          | Лют.          | Бер.          | Квіт.         | Трав.         | Черв.         | Лип.          | Серп.         | Вер.          | Жовт.         | Лист.         | Груд.         | Рік           |
| Середня температура, °C | −11,5         | −8            | −0,2          | 8,1           | 15,3          | 19,8          | 22            | 20,1          | 14,3          | 7,6           | −1,7          | −9,5          | 6,4           |
| Норма опадів, мм        | 2.5           | 4.5           | 8.5           | 15.9          | 24.4          | 37.3          | 92.3          | 109.9         | 44.5          | 22.2          | 6.2           | 1.4           | 369.6         |
| Днів з опадами          | 2,9           | 2,7           | 3,7           | 4,7           | 5,5           | 7,9           | 12,8          | 12,3          | 8,3           | 5,3           | 3             | 1,9           | 71            |
| Вологість повітря, %    | 58.2          | 53.5          | 45.9          | 40.7          | 41            | 47.6          | 60.2          | 65.3          | 62.2          | 59.5          | 59.6          | 60.9          | 54.6          |
| ----------------------- | ------------- | ------------- | ------------- | ------------- | ------------- | ------------- | ------------- | ------------- | ------------- | ------------- | ------------- | ------------- | ------------- |
| Джерело: Weatherbase    |               |               |               |               |               |               |               |               |               |               |               |               |               |

## Транспорт
- залізнична станція Салаці.